# Ingvar Lidholm
Ingvar Lidholm (ur. 24 lutego 1921 w Jönköpingu, zm. 17 października 2017 w Sztokholmie) – szwedzki kompozytor, dyrygent, skrzypek i pedagog.

## Życiorys
Podczas nauki w szkole w Södertälje uczył się gry na skrzypcach, później studiował w Królewskim College'u Muzycznym w Sztokholmie, następnie studiował kompozycję u H. Rosenberga w Sztokholmie i M. Seibera w Londynie. Od 1947 do 1956 był dyrygentem orkiestry symfonicznej w Βrebro, 1956–1965 prowadził w Radiu Szwedzkim dział muzyki kameralnej. W 1965 został profesorem konserwatorium w Sztokholmie.
Od 1960 był członkiem Królewskiej Szwedzkiej Akademii Muzycznej, a 1963–1969 jej wiceprezydentem, 1970-1971 kierował szwedzką sekcją ISCM, a 1974–1976 wchodził w skład Prezydium ISCM. W 2002 został doktorem honoris causa Uniwersytetu w Örebro.

## Twórczość
W twórczości stosował różnorodne techniki (dodekafonia, aleatoryzm), specjalizował się w muzyce wokalnej, zwłaszcza chóralnej (m.in. utwowy A cappella bok z 1957–1959, Två madrigaler z 1981 i Libera me z 1994). Komponował też pieśni, kantaty, m.in. Skaldens natt (Noc poet z 1957), a także opery i utwory instrumentalne.